# Saint Mary's University, Twickenham
La Saint Mary's University, Twickenham è un'università privata di indirizzo cattolico con sede a Twickenham, in Inghilterra.
Il Saint Mary's College, destinato alla formazione degli insegnanti delle scuole primarie cattoliche, fu fondato nel 1850 per iniziativa del cardinale Nicholas Wiseman, arcivescovo di Westminster. L'insegnamento fu inizialmente affidato ai Fratelli dell'istruzione cristiana di Ploërmel.
Il 23 gennaio 2014 il Privy Council ha concesso al college lo status di university.